# Сургутиха
Сургутиха — левобережная протока Енисея в Туруханском районе Красноярского края, длиной 122 км, площадь водосборного бассейна — 3350 км². Вытекает из реки Артюгина, в 5 км от устья, на высоте 16 м, течёт в северном направлении, принимая несколько притоков и разветвляясь на протоки. Впадает в Енисей у деревни Сургутиха, на расстоянии 1215 км от устья.

## Притоки
- Островная Виска — в 2 км по левому берегу:
- Черная Виска — в 3 км по левому берегу:
- Зыряновка — в 15 км по правому берегу:
- Мангутиха — в 25 км по левому берегу:
- протока Нижний Шарок — в 31 км по правому берегу:
- Афонькина — в 62 км по левому берегу:
- Дубчес — в 95 км по левому берегу.

В ГВР записана впадающая в 4 км по правому берегу протока без названия длиной 15 км — рукав протоки Подрош, в 89 км по правому берегу река без названия — протока Слепая Сургутиха. Два притока: в 77 км по левому берегу и в 92 км по правому названий не имеют.
По данным государственного водного реестра России относится к Енисейскому бассейновому округу. Код водного объекта — 17010600112016100059153.